# شورای کشور (فرانسه)
در فرانسه شورای کشور (به فرانسوی: Conseil d'État) نهادی از بدنهٔ دولت ملی این کشور است که همزمان به مشاورت حقوقی قوهٔ مجریه و به‌عنوان دیوان عالی برای دادرسی‌های اداری کار می‌کند. این شورا توسط ناپلئون بناپارت در ۱۷۹۹ تأسیس و جایگزین شورای شاه (Conseil du Roi) شد. شورای کشور در کاخ پله رویال پاریس واقع است و اساساً متشکل از بالاترین مقامات حقوقی فرانسه می‌باشد. معاون اول شورای کشور نهمین مقام مهم فرانسه به شمار می‌رود.
اعضای این شورا بخشی از سپاه بزرگ کشور فرانسه (grand corps de l'État) هستند. بسیاری از اعضای جدید شورای کشور فرانسه از میان بهترین دانش‌آموختگان مؤسسه ملی کشورداری به آن جذب می‌شوند.